# Xã Lincoln, Quận St. Joseph, Indiana
Xã Lincoln (tiếng Anh: Lincoln Township) là một xã thuộc quận St. Joseph, tiểu bang Indiana, Hoa Kỳ. Năm 2010, dân số của xã này là 3.056 người.